# 썸 41
썸 41(Sum 41)은 온타리오주 에이잭스(Ajax)출신의 캐나다의 팝 펑크 밴드이다. 2000년 EP 앨범 《Half Hour of Power》으로 데뷔했다.

## 경력
1998년 데모테잎 〈Rock Out with Your Cock Out〉을 냈었고, 그 후 1999년에는 썸41은 Island Record 와 계약을 맺어 네 개의 앨범을 발표했는데, 그중에서도 가장 인기를 끌었던 앨범은 〈All Killer No Filler〉으로, 캐나다에서 30만 장 이상, 미국에서는 100만 장 이상이 팔렸다. 가장 인기를 끈 곡은 ‘Fat Lip’이다. 종종 1년에 300회 이상 공연을 하며, 긴 투어로 유명하다. Sum 41의 앨범은 아직도 캐나다에서 10만 장 이상씩 팔리고 있다.

### Half Hour Of Power부터 All Killer, No Filler까지
2000년에 발매된 첫번째 앨범(EP)인 Half Hour of Power 은 빌보드 진입에는 실패하였으나, 싱글 앨범인 Makes No Difference가 빌보드 차트에서 32위를 하였다. 2001년 발매된 첫번째 정규 앨범인 All Killer, No Filler은 캐나다에서 30만장을 팔아 플래티넘 x3 인증을 받았고, 미국에서 100만장 이상, 영국에서 30만장 이상을 팔아 치우면서 플래티넘 인증을 받았다. 일본에선 10만장 이상을 팔아 골드 등급을 받았다. 앨범으로는 영국 락 앨범에서 7위, 캐나다 락 앨범 차트에선 9위에 올랐다. 미국 모던 락 트랙에서 Fat Lip이 1위, In Too Deep이 10위에 올랐다. 노래의 전체적인 분위기는 펑크 록이다.

### Does This Look Infected?

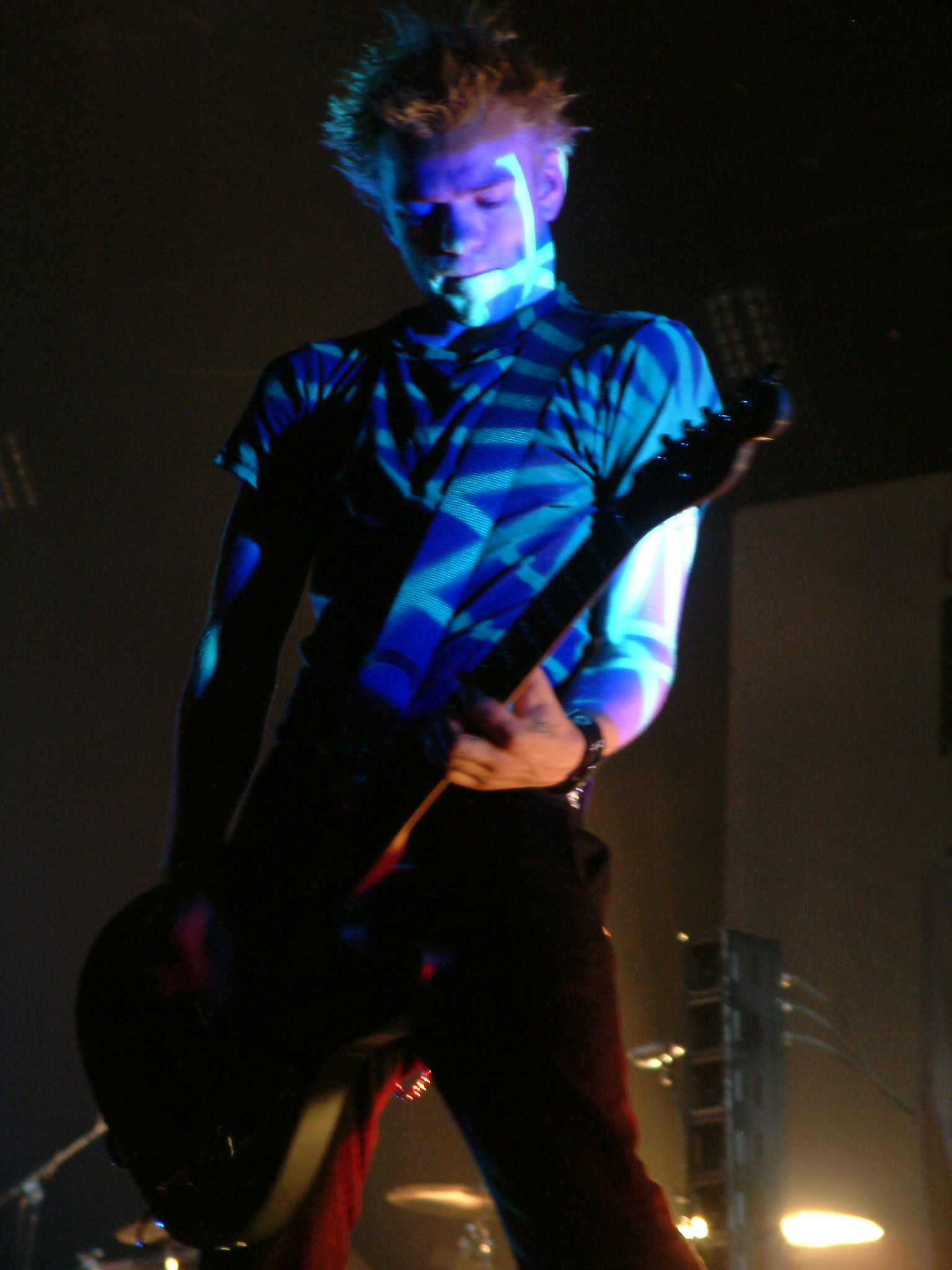
2003년 오타와 블루페스트에서의 데릭 위블리

2002년에 발매된 Does This Look Infected?은 썸 41이 큰 히트를 친 앨범으로 특유의 펑크와 메탈을 결합하여 큰 히트를 친다. 특히, Still Waiting 은 큰 히트곡으로, 공연 때는 Fat Lip과 함께 절대 빠지지 않는 노래이다. 캐나다에서 10만장 이상, 일본에서 20만장 이상을 팔면서 플래티넘 등급을 받았고 미국에서 50만장을 팔아 골드, 영국에서 6만장을 팔아 실버를 받았다. 앨범 전체로는 캐나다 앨범 빌보드 8위, 스위스 앨범 17위, 미국 앨범 탑 200에서 32위를 했으며, 히트곡인 Still Waiting은 미국 핫 락 차트에서 7위, 영국 락 차트에서 16위를 기록하였으며 다른 히트 곡인 The Hell Song, Over My Head(Better Off Dead)도 각각 13위, 33위를 하였다.

### Chuck, 그리고 데이브 바크쉬와의 결별
2004년 발매된 Chuck 앨범은 데이브 바크쉬의 의견에 따라 메탈 분위기의 곡이 많다. 이 Chuck 앨범은 빌보드에 오른 것으로는 가장 성공한 앨범이다. 캐나다 앨범 차트에서 2위, 프랑스 앨범 차트에서 9위, 미국 빌보드 200에서 10위를 하고, 호주, 스위스, 영국 앨범차트에서 각각 13위, 14위, 59위를 기록했다. 싱글로는 We're All To Blame이 캐나다 핫 100에서 8위, 미국 핫 모던 락 트랙에서 10위를 하였고, Pieces는 캐나다 핫 100에서 2위, 미국 핫 모던 락 트랙에서 14위를 했다. Rock Album Of Year에서 수상했다. 캐나다에사 20만장 이상을 팔아 플래티넘 x2를 받았고, 일본에서 10만장, 미국에서 50만장을 팔아 골드 등급을 받았다. 그러나, 높은 빌보드 순위와는 달리, 앨범의 판매량이 적어 상업적으로는 실패했다. 이 이후로 펑크 쪽으로 돌아가야 했던 썸 41과 데이브 바크쉬와의 의견 충돌로 인해, 데이브 바크쉬는 메탈을 하겠다고 사이드 프로젝트로 하던 브라운 브리게이드 라는 밴드에 전념하기 위해 썸 41을 탈퇴한다. 그 후로, Gob에서 리드보컬과 리드기타를 맡고 있던 톰 대커가 세션맨으로 들어온다.

### Underclass Hero와 톰 대커

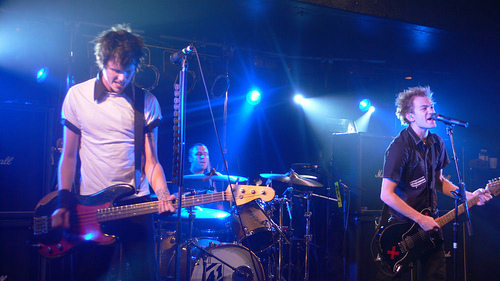
2008년 3월 7일 Oxygen Club에서의 라이브

2007년, 썸 41은 4번째 정규 앨범 Underclass Hero를 발매했다. 이 앨범은 3집 Chuck의 실패로 인해 급히 펑크 쪽으로 장르를 돌렸다. 실제로 약간의 메탈의 느낌이 드는 노래는 하나도 없다.
데이브 바크쉬가 내부 갈등으로 탈퇴된 뒤, 세션 멤버이던 톰 대커가 정식 멤버로 들어오게 된다. 이 Underclass Hero 앨범은 캐나다에서 5만장을 팔고, 일본에서 10만장을 팔아 골드 등급을 받았다. 또한, 앨범은 캐나다 앨범 차트, 미국 락 앨범, 미국 얼터너티브 앨범에서 1위를 차지하였다. 또한, 미국 빌보드 200, 미국 디지털 앨범에서 7위, 오스트리아 앨범, 스위스 앨범, 미국 테이스트메이커 차트에서 각각 8위, 9위, 10위를 기록하였다.

### Screaming Bloody Murder

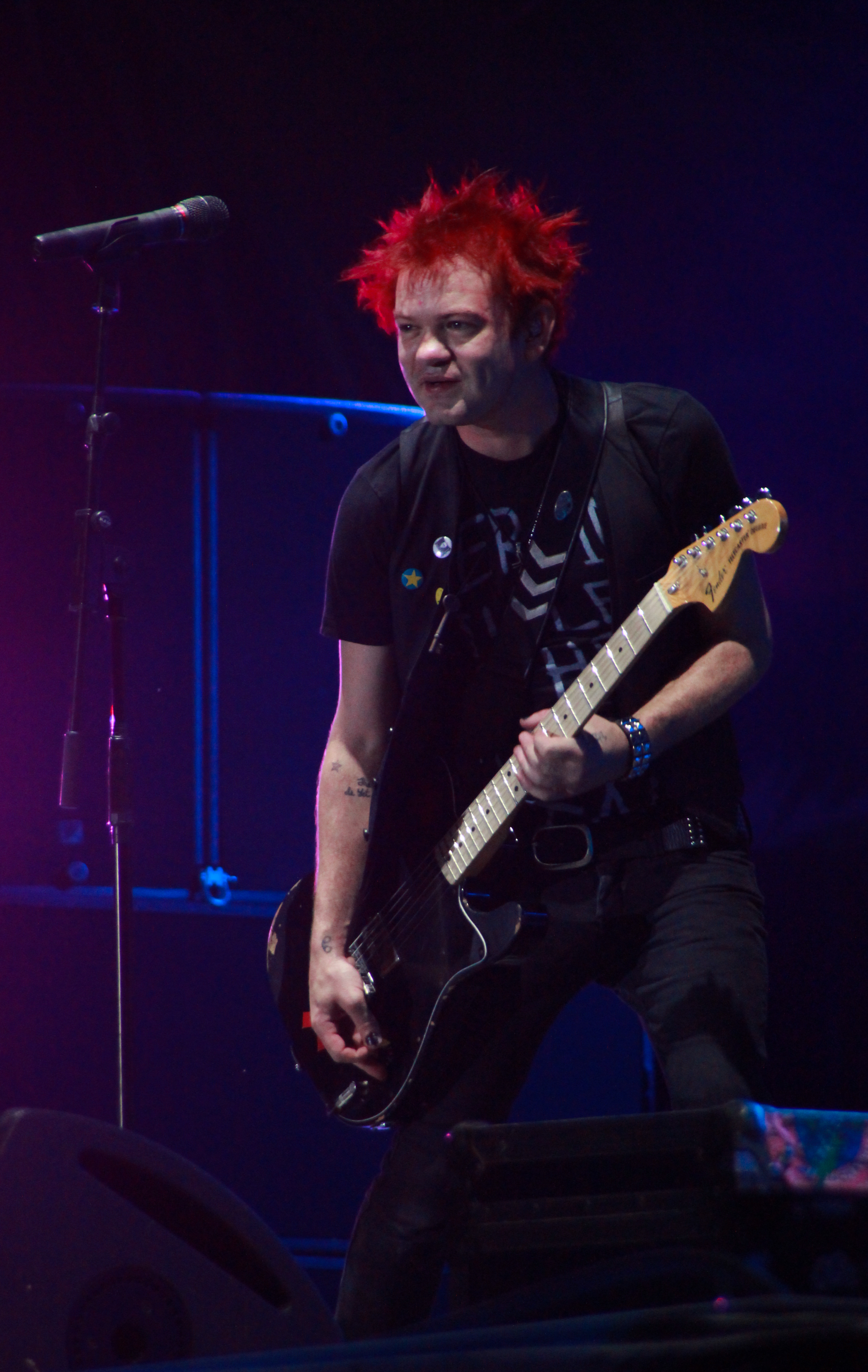
2012년의 데릭 위블리

5집인 Screaming Bloody Murder이 2011년 발매되었다. Screaming Bloody Murder은 영국 락 앨범, 미국 락 앨범, 미국 얼터너티브 앨범에서 5위를 하였으며 일본 앨범 차트, 캐나다 앨범 차트, 호주 탑 50 디지털 앨범, 미국 디지털 앨범에서 각각 7위, 9위, 11위, 15위를 기록하였다.

### 스티브 조크즈와의 이별, 주모, 근황, 바크쉬의 컴백, 그리고 새 앨범

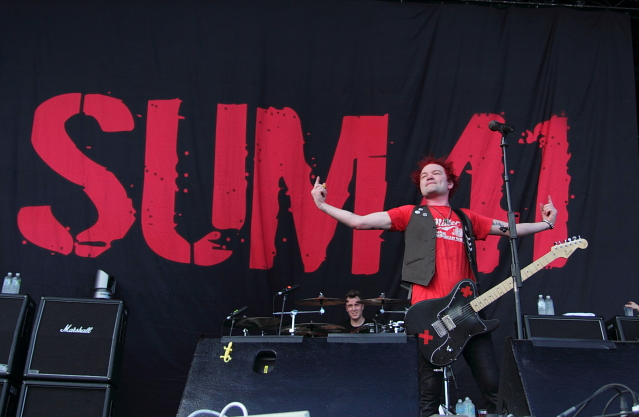
"Does This Look Infected?" 10주년 공연

최근 근황은 좋지 않다. 리드보컬 데릭 위블리가 알코올 중독으로 병원신세를 졌고, 드러머였던 스티브 조크즈가 2013년 자신의 트위터에 탈퇴 선언하였다.
2014년 2월 7일, 데릭 위블리는 곧 새로운 드러머를 구할 것이며 음악 작업을 하고 있다고 알렸다. 2014년 6월 9일, 데릭 위블리는 새로운 튠을 녹음하기 위해 준비하고 있다고 말했고, 2015년 3월 19일 새로운 노래의 제작이 끝나간다는 말을 암시하였다.
드러머 프랑크 주모 (Frank Zummo)가 스티브 조크즈를 대체하기 위해 밴드에 들어왔다.
2015년 7월 9일, 썸 41은 PledgeMusic을 통해 자신들의 새 앨범의 예약판매를 시작하였다.
2015년 7월 23일, 썸 41의 라이브에 데이브 바크쉬가 밴드를 떠난 지 9년 만에 공식적으로 공연에 참가했으며, 썸 41은 8월 14일에 Alternative Press를 통해 데이브 바크쉬가 컴백했다고 밝혔고, 새 앨범에 보일 것이라고 하였다.
1월 1일날 데릭 위블리는 자신의 페이스북을 통해 새 앨범이 거의 다 만들어졌다고 전했다.

### 수상 내용
주노 상에 7번 지명되었고 그중에서 2번 상을 받았다. 2001년에 "Best New Group"에 지명되었지만 Nickelback 이 상을 탔다. 역시 2002년에는, 앨범 〈All Killer No Filler〉은 "Best Album"에 지명되었지만 "Diana Krall"의 〈The Look of Love〉가 상을 탔다. 2003년에 그들은 "Best Group"상을 받았고 "Kerrang! Award"에 지명되었다. 그리고 2004년에 〈Does This Look Infected?〉로 "Rock Album of the Year"에 다시 지명되었지만,"Sam Roberts"의 We Were Born in a Flame가 상을 탔다. 2004년에 우디상(WoodieAward, Greatest Social Impact)을 탔다. 2005년에는 드디어 앨범 〈Chuck〉이 "Rock Album of Year"상을 탔고 또한 "Group of The Year"에도 지명되었지만, Billy Talent 에게 졌다. 2008년에 〈Underclass Hero〉가 "Rock of The Year"에 지명되었지만 영광은 Finger's Eleven의 Them vs.You vs.Me 에게 돌아갔다. 캐나다의 다른 3개의 음악상에도 지명된 바 있다.

## 음반 목록

### 정규 음반
| 발매 일자        | 음반명                       | 순위   | 순위 | 순위 |
| 발매 일자        | 음반명                       | 캐나다 | 미국 | 영국 |
| ---------------- | ---------------------------- | ------ | ---- | ---- |
| 2001년 5월 8일   | 《All Killer, No Filler》    | 9      | 13   | 7    |
| 2002년 11월 26일 | 《Does This Look Infected?》 | 8      | 32   | 39   |
| 2004년 10월 12일 | 《Chuck》                    | 2      | 10   | 59   |
| 2007년 7월 24일  | 《Underclass Hero》          | 1      | 7    | 46   |
| 2011년 3월 29일  | 《Screaming Bloody Murder》  | 9      | 31   | 66   |
| 2016년 10월 7일  | 《13 Voices》                | 6      | 22   | 16   |
| 2019년 7월 19일  | 《Order in Decline》         | 13     | 60   | 29   |
| 2024년           | 《Heaven :x: Hell》          |        |      |      |

## 멤버
- 데릭 위블리(Deryck "Bizzy D" Whibley) - 리드 보컬, 리듬 기타
- 데이브 바크쉬(Dave "Brownsound" Baksh) - 공동 리드 기타, 보컬
- 콘 맥캐슬린(Jason "Cone" McCaslin) - 베이스 기타, 보컬
- 톰 대커(Thomas William Arnold Thacker) - 공동 리드 기타, 보컬
- 프랑크 주모 (Frank Zummo) - 드럼, 보컬

### 이전 멤버
- 스티브 조크즈(Steve Jocz) - 드럼, 보컬 (1996년 ~ 2013년)
- 마크 매캐덤(Mark McAdam) - 보컬, 기타, 베이스 (1996년 ~ 1997년)
- 그랜트 맥비티(Grant McVittie) - 베이스 (1996년 ~ 1997년)
- 마크 코스탄조(Marc Costanzo) - 기타, 보컬  (1998년)
- 존 마셜(Jon Marshall) - 보컬, 기타 (1997년 ~ 1998년)
- 마크 스피콜룩(Mark Spicoluk) - 베이스, 보컬  (1997년 ~ 1999년)
- 리처드 로이(Richard Roy) - 베이스 (1998년 ~ 1999년)

### 공연 멤버
- 대린 파이퍼(Darrin Pfeiffer) - 드럼, 타악기
- 토미 리(Tommy Lee) - 드럼, 타악기
- 맷 위블리(Matt Whibley) - 키보드